# Röntgenbinär

Konstnärlig tolkning av en röntgenbinär. Materia från stjärnan fångas in av det kompakta objektet och bildar en ackretionsskiva med bipolärt utflöde.

Röntgenbinärer är täta dubbelstjärnor som främst ger sig till känna genom sin starka röntgenstrålning. Dessa system består vanligtvis av en tämligen normal stjärna och en kompakt stjärnrest - en vit dvärg, neutronstjärna eller ett  svart hål - som kretsar kring varandra.
Gas och stoft från stjärnan kan fångas in av stjärnrestens större dragningskraft. Denna process kallas för ackretion och på grund av omloppsrörelsen bildas en ackretionsskiva. Då den infallande materien rör sig allt närmare centrum frigörs stora mängder gravitationell potentiell energi, upp till flera tiotals procent av dess vilomassa, som avges i form av röntgenstrålning. Detta är en mycket effektiv process jämfört med stjärnornas vanliga motor, kärnfusion av väte, som bara frigör omkring 0,7 procent vilomassa.
Himlen sedd i denna röntgenstrålning är allt annat än statisk: märkbara förändringar sker på mycket korta tidsskalor.

## Historik
Röntgenbinärer har jämfört med dubbelstjärnor i gemen en mycket kort historia, som följer röntgenastronomin i stort. Som tur är för levande organismer, absorberar Jordens atmosfär den kosmiska röntgenstrålningen.  Röntgenastronomin vilar på dess möjlighet till  observation och är därför en oskiljbar del från vårt inträde i rymdåldern.

## Taxonomi
Röntgenbinärer brukar indelas ytterligare i flera delvis överlappande underklasser i avsikt att ge bättre indikationer om den underliggande fysiken. Med två olika komponenter har vi möjlighet att systematisera efter endera. Således utgår en klassificering från arten av det kompakta röntgenstrålande objektet och ger då tre huvudgrupper:
- Vit dvärg som partner
- Neutronstjärna som partner
- Svart hål som partner

Eftersom den kompakta komponentens art tar tid att fastställa, väljer flertalet i stället att klassificera efter den optiskt synliga stjärnans massa (hög, medel, låg). Inom parentes ges den gängse engelskbaserade kortformen.

### Lågmassiva röntgenbinärer (LMXB)
En lågmassiv röntgenbinärs donatorstjärna fyller oftast sin Roche-lob och överför därför massa till den kompakta komponenten.  Donatorn är mindre massiv än det kompakta objektet och kan antingen vara på huvudserien, utvecklad röd jätte eller degenererad vit dvärg. Ungefär ett hundra LMXB har detekterats i Vintergatan och av dessa har tretton LMXB upptäckts i stjärnhopar. Nya data från Chandra-teleskopet har avslöjat LMXB i ett flertal avlägsna galaxer. Gruppen har ytterligare underklasser:
- Mjuka röntgentransienter (SXT)
- Symbiotiskt variabla röntgenstjärnor
- Supermjuka röntgenkällor[3] (SSS:s)

### Medelmassiva röntgenbinärer (IMXB)
I en medelmassiv röntgenbinär är donatorstjärnan en medelmassiv stjärna, vilket i detta fall betyder Solen. Gruppen är smal och tjänar främst som skiljelinje mellan de två huvudgrupperna. Dessa objekt utvecklas med tiden till LMXB-objekt.

### Högmassiva röntgenbinärer (HMXB)
En högmassiv röntgenbinär är ett dubbelstjärnesystem som är kraftig röntgenstrålare och där den normala stjärnkomponenten är massiv: ofta en O- eller B-stjärna, en Be-stjärna eller en blå superjätte.
En del av stjärnvinden från den normala stjärnan fångas in av det kompakta objektet och producerar röntgenstrålning i insamlingsprocessen. Gruppen har underklasserna:
- Be-röntgenbinärer (BeXRB)
- Superjätte-röntgenbinärer (SGXB)
- Superjätte snabba röntgen-transienter (SFXT)[7][8]

### Övriga röntgenbinärer
- Röntgenblixtar
- Röntgenpulsarer och

#### Mikrokvasarer
En mikrokvasar är detsamma som en radiojet-röntgenbinär. Den hyser företrädesvis ett svart hål men även en neutronstjärna kan duga. Benämningen kommer sig av att den har många egenskaper gemensamma med "riktiga" kvasarer, men ger värdefulla möjligheter att studera dessa på närmare håll, särskilt de relativistiska bipolära jetstrålar som kastas ut från ackretionsskivorna.
Dessas insamlingsflöden lyser upp områden av extremt krökt rumtid kring förmenta svarta hål, och förvandlar dessa mörkaste objekten i universum till de ljusaste. Astrofysikens vanliga svarta hål finns två storlekar: dels de supermassiva svarta hål som är de avlägsna kvasarernas kraftkälla och antagligen styr galaxers bildning och framväxt av struktur i det tidiga Kosmos, dels de svarta hål av några solmassors storlek som bildas i slutet av massiva stjärnors utveckling. Medan det är ett vidsträckt omfång av massor och troligen även impulsmoment bland aktiva galaxkärnor, så bildar dessa dubbelstjärnor en anmärkningsvärt homogen uppsättning för att utgöra perfekta laboratorier att studera insamlingsflöden och relativistiska jetstrålar kring svarta hål. Eftersom ackretionens egenskaper kan antas vara tämligen skalinvarianta, så kan vi översätta data från mikrokvasarerna till deras fullvuxna kusiner.

#### Vit dvärg som partner
Om röntgenbinärens kompakta komponent är en vit dvärg, så kommer systemet att sända ut relativt svag och ganska lågenergetisk röntgenstrålning. Det beror på den typiskt 10.000 km betydligt större diameter en vit dvärg har i jämförelse med en neutronstjärna eller svart hål. Då står mindre gravitationell lägesenergi till förfogande. Materieinfallet mot ytan är ofta oregelbundet och i puffar. Man kallar ett sådant system för kataklysmisk variabel. 
Om den vita dvärgens massa genom materialflödet skulle överskrida chandrasekhargränsen på 1,44 solmassor, så blir den instabil och exploderar som en supernova av typ 1a. Eftersom ursprungsstjärnorna alltså har en viss bestämd massa, så förlöper alla supernovaexplosioner av denna typ med helt identisk absolut ljusstyrka och avklingningstid. Genom mätning av den skenbara ljusstyrkan är det därför möjligt att noggrant bestämma avståndet till Jorden. Dessa supernovor är ett viktigt verktyg för att bestämma avstånden till de galaxer där de uppstår.

## Variabeltyper
I GCVS4 (version 4 av General Catalogue of Variable Stars) finns följande variabeltyper definierade bland röntgenbinärerna:
- XB (X-ray bursters): System med korta utbrott i röntgenstrålning som varar från några sekunder till tio minuter. I synligt ljus kan amplituden vara 0,1 magnituder.
- XF: System med fluktuerande röntgenstrålning, där förändringen i intensitet sker inom några tiotals millisekunder. Exempel är V1357 Cygni (Cygnus X-1).
- XI: Oregelbundna system. Röntgenstrålningens intensitet varierar oregelbundet på en tidsskala från minuter till timmar. I synligt ljus kan amplituden vara 1 magnitud.
- XJ: System som uppvisar en relativistisk jet, märkbar genom strålning i röntgen och radiovåglängder samt att spektret i synligt ljus uppvisar relativistiska radialhastigheter.
- XN, XND och XNG (röntgennovor): Detta är neutronstjärnornas motsvarighet till novautbrotten hos vita dvärgar. Undertypen XND har stora utbrott med en amplitud av 4 till 9 magnituder i synligt ljus samtidigt med utbrottet i röntgenbandet. Utbrottet kan pågå under ett par månader. Den normala stjärnan i dessa system är en svalare och lättare stjärna av spektralklass G till M. I undertypen XNG är den normala stjärnan hetare och mer massiv. Utbrott i röntgenområdet sker efter utbrott av massutkast från den normala stjärnan när material från utbrottet faller ner mot den kompakta stjärnan. Amplituden är 1 till 2 magnituder i visuellt ljus.
- XP och XPR (röntgenpulsarer): HMXB-system som pulserar i röntgenområdet. Neutronstjärnans starka magnetfält styr inflödet av material till de magnetiska polerna där heta fläckar bildas som strålar i röntgenområdet. Dessa pulserar i takt med neutronstjärnans rotation. R i beteckningen betyder att systemet uppvisar en reflektionseffekt, där den normala stjärnan belyses av röntgenstrålning som sedan återkastas i form av synligt ljus. Variationen kan vara 2 till 3 magnituder i synligt ljus och varierar i takt med systemets omloppstid.
- XPRM, XM och XRM (polarer): Är LMXB-system där neutronstjärnan har så starkt magnetfält att materialet från ackretionsskivan styrs ner mot de magnetiska polerna. Polarerna karaktäriseras av att de sänder ut linjärt eller cirkulärt polariserat ljus. Undergruppen R uppvisar reflektionseffekt. Saknas P är systemet orienterat så att jetstrålen inte sveper så att den blir synlig från vårt solsystem och att den därför inte pulserar.

## Observationer
Genom att studera kosmisk röntgenstrålning vill astronomer skaffa information om flöden av materia i denna typ av system. Sådan röntgenstrålning tränger inte genom jordens atmosfär ned till jordytan. Forskarna tvingas därför lyfta upp sina röntgenkänsliga instrument med ballong, till exempel PoGOLite (2010) eller raket tillräckligt långt ut för sina observationer. Tidiga kartläggningar tog fart på 1960-talet och utnyttjade sondraketer, medan senare projekt genomförts med satellitburen utrustning, som 
- Uhuru (1970), Einstein (1978), ROSAT (1990), ASCA (1993), RXTE (1995), Beppo-SAX (1996), XMM-Newton (1999) och Chandra-teleskopet (1999) har kunnat eller kan observera över ett brett spektrum och under en mycket längre tid.

Sådana observationsprojekt är resurskrävande och genomförs numera i omfattande internationella samarbeten, där en publicerad artikel kan ha ett 40-tal författare. Primäresultaten blir mycket omfattande och ställs i allmänhet även till övriga forskarvärldens framtida förfogande.

### Betydelse för vårt vetande
Ackretion kring ett svart hål kännetecknas av stark gravitation, högenergetisk strålning och fluktuationer på så korta tidsskalor som millisekunder. Röntgenbinärer ger oss möjlighet att studera fysikaliska processer under förhållanden som inte går att återskapa i något laboratorium, och utgör några av de starkaste observationella indicierna för existensen av så kallade svarta hål. Analys av hur strålningen förändras med tiden är en kraftfull metod för att utröna hur materien beter sig och vilka fysikaliska processer som verkar i dessa extrema miljöer.
Även svenska forskare är starkt engagerade i studier av binärsystem med svarta hål. Sålunda presenterade gruppen för högenergiastrofysik vid Stockholms universitet mot bakgrund av tidigare internationella kartläggningar nyligen två arbeten av intresse. Det ena gäller systemet Cygnus X-1, som torde vara det mest kända av dessa binärsystem. Den upptäcktes redan på 1960-talet, och är en av de starkaste röntgenkällorna på himlen. Stjärnan i detta system är en blå superjätte, och redan tio år efter upptäckten stod det klart att systemets kompakta objekt troligen var ett ”svart hål”. 
Genom att undersöka hur röntgenstrålningen varierar med tiden, har den del av ackretionsskivan som ligger närmast det svarta hålet studerats. I tidigare studier har man funnit karakteristiska mönster i variationerna, och en del av det nya arbetet har innefattat studier i hur dessa mönster förändras mellan olika observationer. Det visar sig att förändringen är systematisk, och kan knytas till ändringar i hur materien närmast det svarta hålet är fördelad. Genom att koppla dessa karakteristiska mönster till effekter från det starka gravitationsfältet kan man direkt bestämma egenskaper hos det svarta hålet, vilket är mycket svårt med andra metoder. Resultaten stämmer överens med tidigare studier, både av strålningens energifördelning och dess variabilitet. .
Den andra studien avser röntgenstrålningen från binärsystemet Cygnus X-3. Genom att systematiskt granska förändringar i strålningens energifördelning har man fått fram resultat som pekar på att systemets kompakta komponent verkligen är ett svart hål med en massa som är cirka 30 gånger större än solens.